# Soyuz 27
Soyuz 27 foi uma missão espacial soviética à estação espacial Salyut 6, realizada entre janeiro e março de 1978.

## Tripulação
Lançados
| Posição           | Cosmonauta           | Duração        | Pousou na |
| ----------------- | -------------------- | -------------- | --------- |
| Comandante        | Vladimir Dzhanibekov | 5d 22h 58m 58s | Soyuz 26  |
| Engenheiro de voo | Oleg Makarov         | 5d 22h 58m 58s | Soyuz 26  |

Retornados
| Posição           | Cosmonauta     | Duração         | Lançou na |
| ----------------- | -------------- | --------------- | --------- |
| Comandante        | Yuri Romanenko | 96d 10h 00m 08s | Soyuz 26  |
| Engenheiro de voo | Georgi Grechko | 96d 10h 00m 08s | Soyuz 26  |

## Parâmetros da Missão
- Massa: 6 800 kg
- Perigeu: 198.9 km
- Apogeu: 253.8 km
- Inclinação: 51.65°
- Período: 88.73 minutos

## Pontos altos da missão

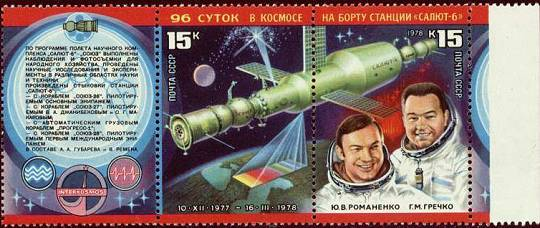
Romanenko e Grechko em cartaz Russo

A Salyut 6 EP-1 foi a segunda missão bem sucedida da Salyut 6. Eles foram lançados na Soyuz 27 e retornaram à Terra na espaçonave Soyuz 26, a primeira equipa a fazer algo do gênero. Foi a primeira equipa visitante da estação, a primeira vez em que três naves espaciais estiveram atracadas juntas e assinalou o início da ocupação semi-permanente russa do espaço.
A missão tinha apenas dois objetivos. O primeiro era liberar o porto posterior da estação para o carregador Progress. Na ocasião a Soyuz 26 estava atracada naquele porto depois da Soyuz 25 não ter conseguido atracar no porto dianteiro, porém uma EVA realizada pelo grupo da Soyuz 26 observou que não havia nada de errado com o porto dianteiro, mostrando que o problema na verdade era da Soyuz 25. O controle da missão não se sentiu seguro o suficiente para permitir ao grupo da Soyuz 26 desatracar, voar ao redor da estação e atracar no porto dianteiro. Em vez disso eles decidiram deixar a Soyuz 27 atracar no porto dianteiro e então voltariam para a Terra na Soyuz 26, deixando o porto posterior livre para a Progress 1.
O outro objetivo estava relacionado a relações públicas e propaganda. Consistia basicamente em ter três naves espaciais acopladas no espaço. Esta seria a primeira vez desde a Apollo-Soyuz em que dois grupos estariam no espaço juntos e a primeira vez em que dois grupos estariam na mesma nave juntos. O lançamento foi completamente nominal bem como a atracagem na estação. Dzhanibekov (que era o comandante) permitiu que o sistema automático guiasse a nave na atracagem. Mesmo que em certo ponto ele tivesse detectado que estavam ligeiramente fora de curso, permitiu que o sistema continuasse e a sete metros de distância da estação, a Soyuz corrigiu este ligeiro erro de alinhamento.
Então eles encontraram o primeiro problema - a escotilha não queria abrir. Ela abriu subitamente, arremessando Makarov e Dzhanibekov para trás. O grupo da Soyuz 26, Georgi Grechko e Yuri Romanenko, entrou na Soyuz e agarrou seus primeiros visitantes para um mês. Eles se abraçaram e falaram para o controle da missão onde estava Leonid Brezhnev assistindo ao vivo os procedimentos no espaço. Entre os presentes vindos da Terra estavam jornais e cartas de casa.
A sociedade russa dá grande importância à recepção de visitantes. Parte disto é comer pão e sal, símbolos de amizade e boa sorte, embora na estação tudo que eles tivessem eram biscoitos crackers e tabletes de sal. Eles também fizeram muitos brindes com vodca e suco de cereja em tubos plásticos.
Para testar a integridade estrutural da estação que agora consistia de três naves, os quatro homens seguraram a esteira ergométrica e a balançaram para cima e para baixo para ver se isto amplificava as vibrações. Foi verificado que as frequências ressoantes da estação podiam ser criadas ao se correr na estação em certas velocidades. O grupo concluiu que a estação era perfeitamente segura com três naves juntas.
Uma informação que a equipa visitante não contou imediatamente a equipa permanente foi que o pai de Greckho havia morrido dez dias antes. Os psicólogos decidiram que não seria interessante para um cosmonauta passar vários meses no espaço tendo que suportar este fato. Makarov e Dzhanibekov contaram a Romanenko e eles concordaram que isto era a coisa certa a fazer, porém Romanenko decidiu que seria ele quem contaria a Greckho o fato quando eles aterrissassem. Anos depois, Greckho disse numa entrevista que ele também achara que esta tinha sido a melhor decisão.
O único grande experimento científico realizado pelas equipes da Soyuz 26 e 27 foi uma investigação de como a microgravidade afetava o modo como as células de protozoários cresciam. Isto demonstrou que havia pequenas diferenças entre o crescimento destes no espaço e o crescimento no grupo de controle na Terra. A única diferença foi uma pequena mudança no metabolismo das células.
Após cinco dias na estação, a equipa trocou os seus assentos padronizados pelos da nave Soyuz 26, fechou a escotilha e se separaram da estação. Eles aterrissaram 265 km ao oeste de Tselinograd, Cazaquistão.